# Sulfuro de plomo(II)
El sulfuro de plomo(II) o sulfuro plumboso es una sustancia oscura, insoluble en agua y ácidos débiles que se forma fácilmente a partir de otras sales de plomo y sulfuros. Se aprovecha esta reacción en química analítica para separar el plomo junto con otros sulfuros poco solubles de los demás cationes en la marcha analítica.

## Obtención
Se extrae del mineral galena que posee la misma composición química. Sirve como fuente de obtención de plomo y de otros compuestos de este metal.
En el laboratorio puede obtenerse a partir de una disolución de plomo(II) tratada con ácido sulfhídrico o una disolución de un sulfuro soluble como el de sodio.
Densidad óptica: nD20 = 3,921

## Aplicaciones
En la naturaleza el sulfuro de plomo aparece en forma de galena. Es el mineral más importante del plomo aunque debido a impurezas de plata que puede contener, a veces se explota principalmente para la obtención de este otro metal. Calentado al aire, el sulfuro se oxida a dióxido de azufre, mientras que el plomo se convierte en óxido de plomo(II) (PbO).
2 PbS + 3 O2  → 2 PbO + 2 SO2
Este puede ser reducido con carbono para obtener el metal.
2 PbO + C  →  2 Pb + CO2
También es posible calentar el óxido de plomo(II) formado junto con la cantidad precisa de sulfuro de plomo(II), en cuyo caso este sustituye al carbono como reductor:
2 PbO + PbS → 3 Pb + SO2
El dióxido de azufre formado como subproducto puede utilizarse en la fabricación del ácido sulfúrico (H2SO4).
En la Antigüedad y la Edad Media este proceso era una de las principales causas de contaminación medioambiental.
El sulfuro de plomo tiene propiedades de semiconductor. Algunos de las primeros radioreceptores (llamados radios de galena) aprovecharon cristales de la galena natural como diodo.
Hoy en día el sulfuro de plomo aún se utiliza en algunos detectores de radiación infrarroja. Cuando se usa para infrarrojo, estos elementos de detección se clasifican como detectores de fotones.  A diferencia de los detectores térmicos, la otra gran clase, los detectores de infrarrojo responden directamente a la radiación incidente. Los detectores térmicos responden solamente ante el cambio de temperatura del material causado por la energía de los fotones. Debido a esta diferencia, la radiación se puede medir de dos formas: detectando la débil corriente eléctrica o midiendo el cambio en la resistencia eléctrica del material que nos permite saber la temperatura. Este segundo método es el más usado.
El sulfuro de plomo también forma parte en la formulación de algunos esmaltes cerámicos. En el horno se convierte en óxido de plomo(II) que forma parte de la capa vítrea que recubre la pieza cerámica. Ya que, en presencia de ácidos y algunos otros compuestos, éstos pueden extraer el plomo. Estas formulaciones se sustituyen actualmente por otras menos tóxicas.